# Пршелоуч
Пршелоуч (чеш. Přelouč, нем. Pschelautsch) — город в районе Пардубице в центральной Чехии, в восточном Полабье.
Пршелоуч лежит на реке Лаба (Эльбе), на высоте 220 м над уровнем моря. Город расположен на железнодорожной линии Прага — Ческа-Тршебова.
Население — 9 057 жителей (1.01.2013)

## История
Пршелоуч — одно из самых старых поселений данного региона. Первое упоминание относится к периоду до 1086 года, когда Вратислав I подарил земли бенедиктинскому монастырю в Опатовице-над-Лабем.
В 1261 году Пржемысл Отакар II предоставил поселению статус города. В XIII веке Пршелоуч стал стратегически важным транзитным пунктом на пути между городами Градец-Кралове и Кутна-Гора.
В 1421 году город был осаждён и уничтожен католическими войсками Яна Местецкого из Опочна. В 1518 году Вилем из Пернштейна присоединил город к Пардубицким землям. Во второй половине XVI века город был обновлен в стиле ренессанс, а в 1580 году стал королевским городом, когда эту привилегию подтвердил император Рудольф II. Во время Тридцатилетней войны Пршелоуч был сильно поврежден.
Новый этап развития и расцвета настал уже во времена строительства железной дороги и императорской магистрали в первой половине XIX века. В период с 1850 по 1960 год город был районным центром.

## Легенда
История возникновения городского герба связана с легендой о св. Вавринце (Лаврентии). Этот святой жил в середине III века. Будучи стражем храмовой сокровищницы он отказался отдать государству церковное имущество и раздал богатство бедным. По легенде он был за это осужден к мученической смерти на вертеле. Поэтому на гербе города изображен вертел, который напоминает о связи города со святым Вавринцем.

## Достопримечательности
- Приходской костёл святого Якуба, построенный в романском стиле и обновленный позже в стиле барокко.

## Галерея

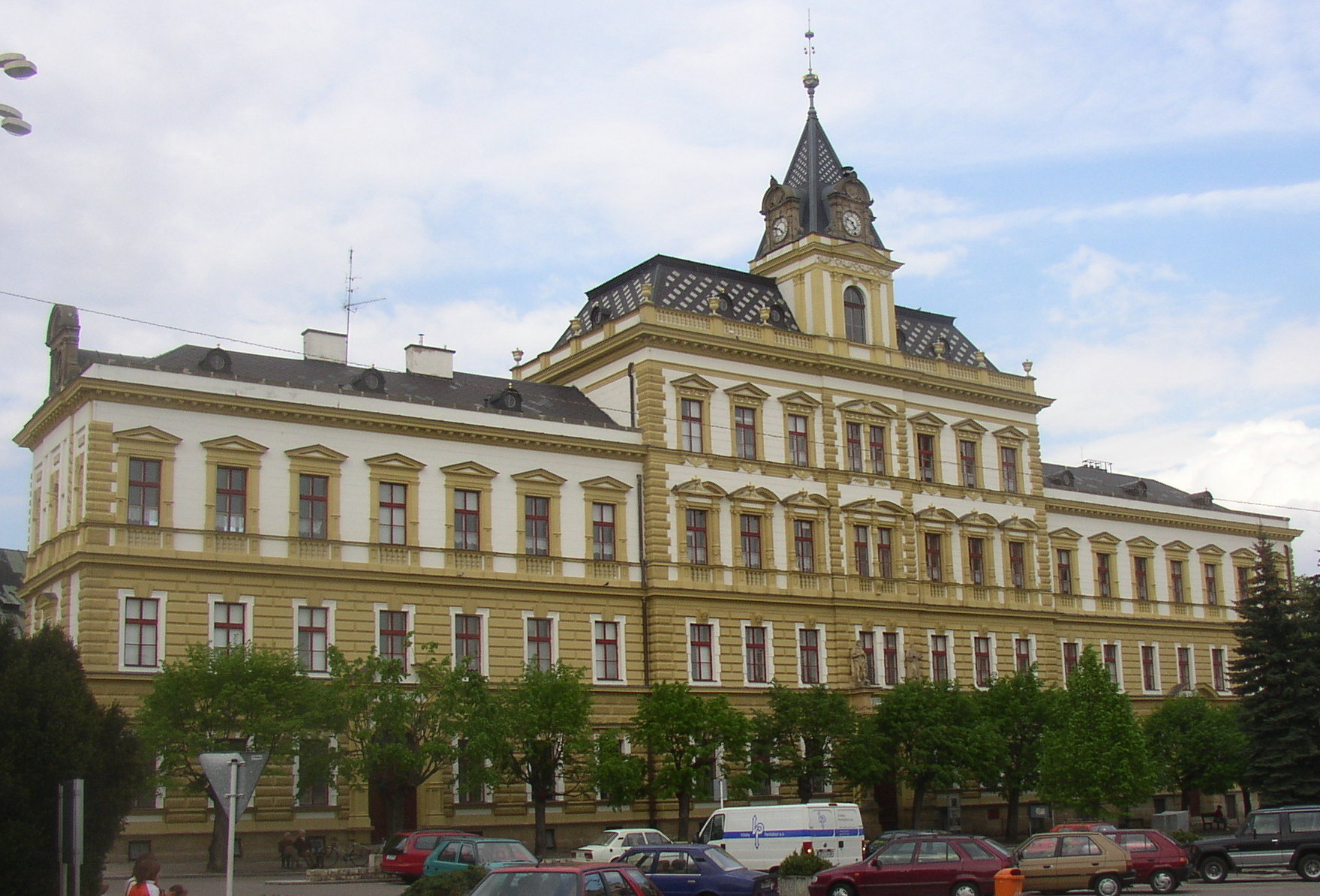
Школа
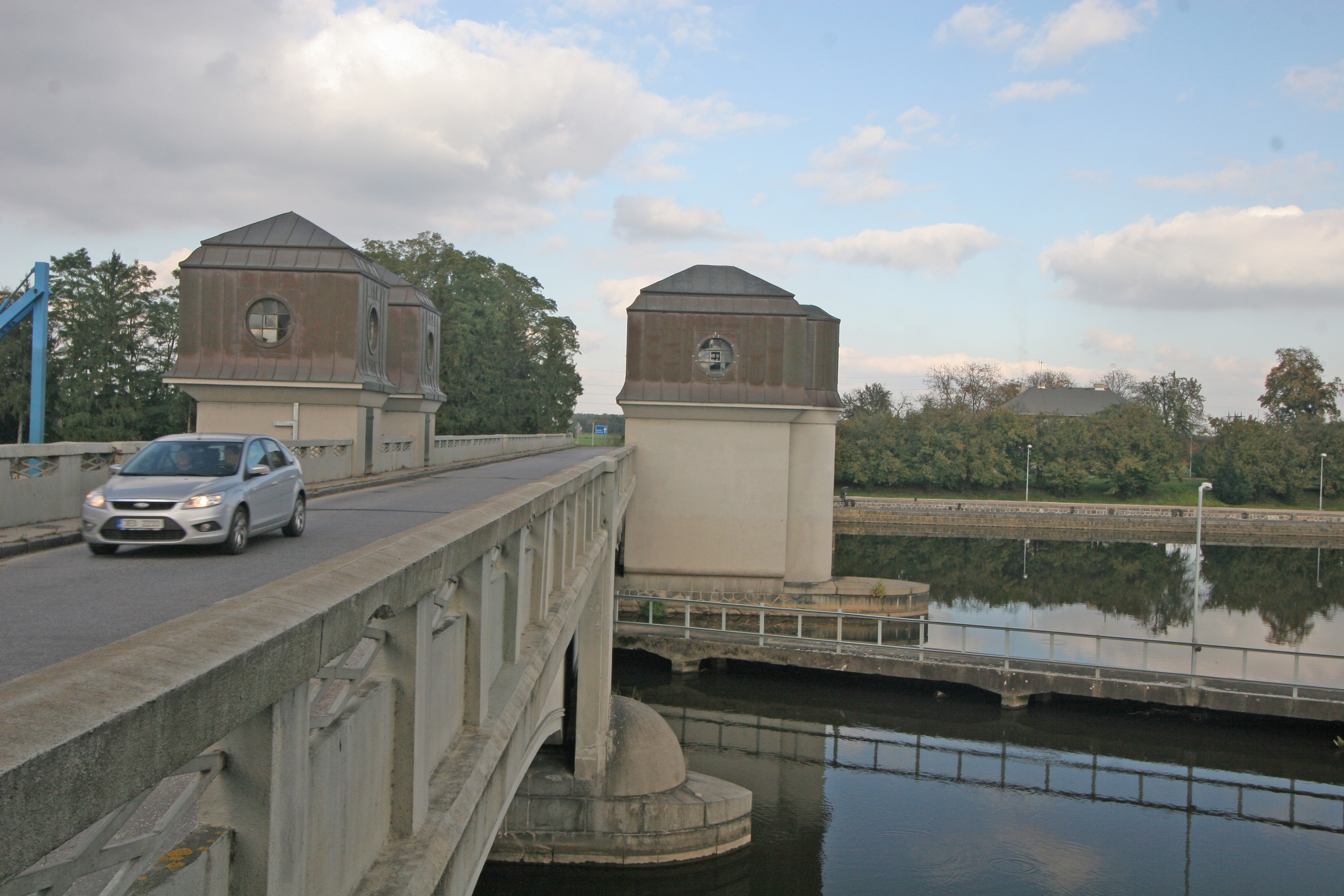
Мост через Эльбу и электростанция
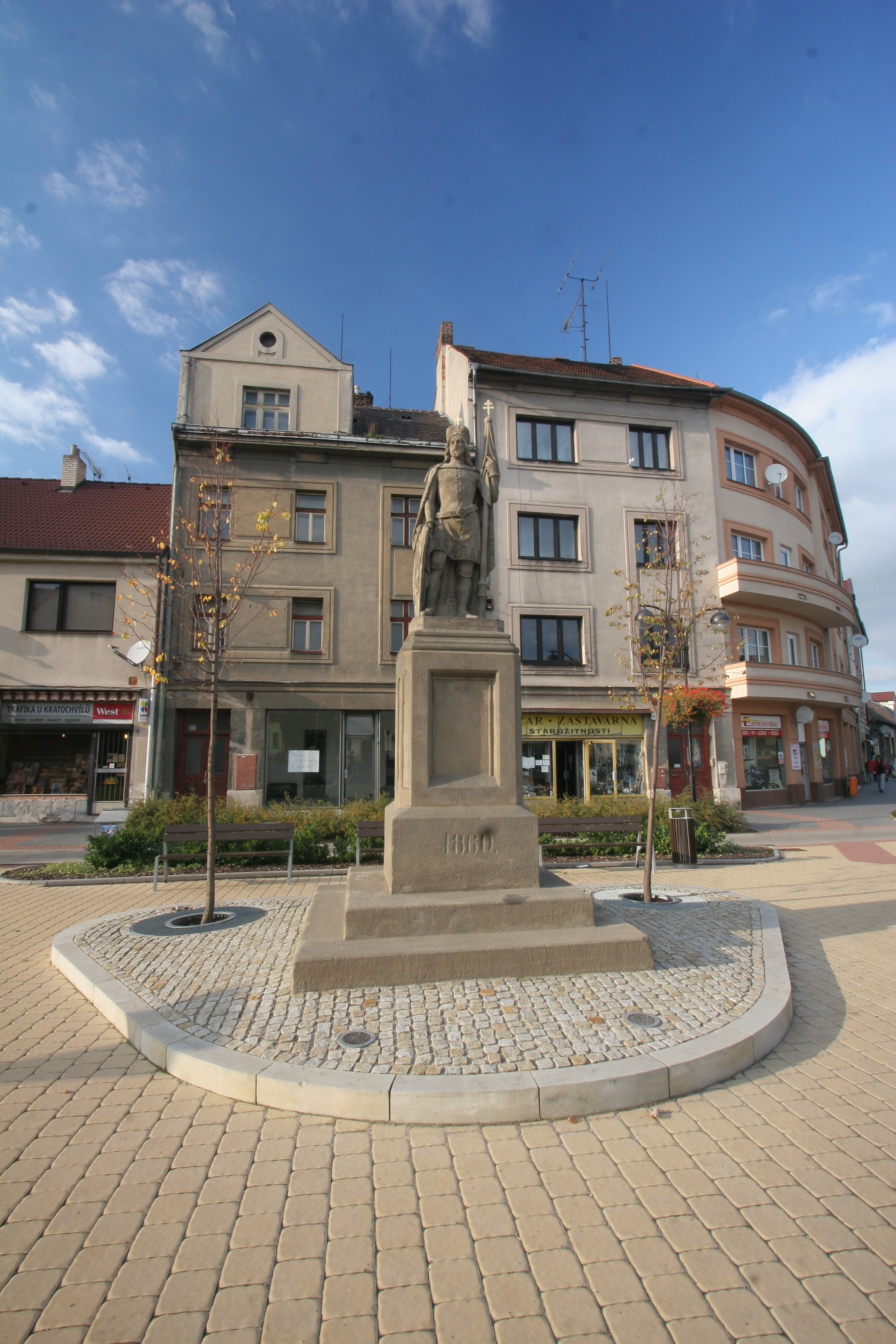
Памятник св. Вацлава
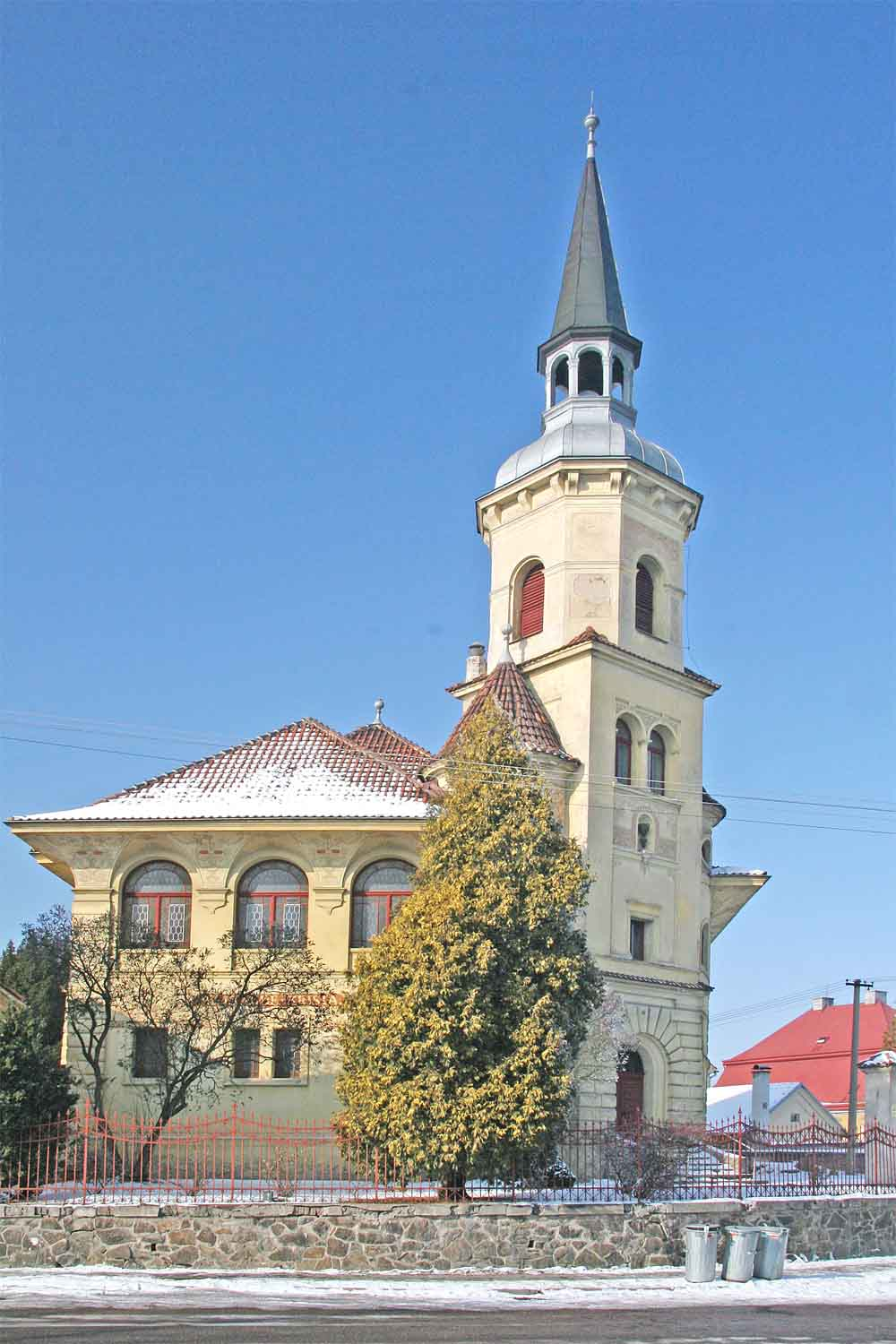
Евангелистский костёл

## Население
| Год  | Численность | Численность |
| ---- | ----------- | ----------- |
| 1869 | 4161        | [ 6 ]       |
| 1880 | 5093        | [ 6 ]       |
| 1890 | 5359        | [ 6 ]       |
| 1900 | 5092        | [ 6 ]       |
| 1910 | 5496        | [ 6 ]       |
| 1921 | 5154        | [ 6 ]       |
| 1930 | 5655        | [ 6 ]       |
| 1950 | 5644        | [ 6 ]       |
| 1961 | 6673        | [ 6 ]       |
| 1970 | 7452        | [ 6 ]       |
| 1980 | 8865        | [ 6 ]       |
| 1991 | 9587        | [ 6 ]       |
| 2001 | 9144        | [ 6 ]       |
| 2014 | 9019        | [ 7 ]       |
| 2016 | 9127        | [ 8 ]       |
| 2017 | 9258        | [ 9 ]       |
| 2018 | 9394        | [ 10 ]      |
| 2019 | 9659        | [ 11 ]      |
| 2020 | 9880        | [ 12 ]      |
| 2021 | 9875        | [ 13 ]      |
| 2022 | 9315        | [ 14 ]      |
| 2023 | 9971        | [ 15 ]      |
| 2024 | 10 137      | [ 4 ]       |